# Sollerö IF
Sollerö IF, Sollerö Idrottsförening, bildades 1922 på Sollerön. Föreningen är uppdelad i sex sektioner för bordtennis, cykelsport, fotboll, orientering och rodd, med mera. Roddsektionen består av småbåtsrodd samt kyrkbåtsrodd.
Sollerö IF organiserar cykeltävlingarna Solleröloppet och Siljan Runt. Föreningen arrangerade cykel-SM bland annat år 2000, samt 2002, 2004 och 2006 samt 2011.